# Pajęczynowcowate
Pajęczynowcowate (Botryobasidiaceae Jülich) – rodzina grzybów znajdująca się w rzędzie pieprznikowców (Cantharellales).

## Systematyka
Pozycja w klasyfikacji według Index Fungorum: Cantharellales, Incertae sedis, Agaricomycetes, Agaricomycotina, Basidiomycota, Fungi.
Według Index Fungorum bazującego na Dictionary of the Fungi do rodziny Botryobasidiaceae należą rodzaje:
- Botryobasidium Donk 1931 – pajęczynowiec
- Neoacladium P.N. Singh & S.K. Singh 2019
- Suillosporium Pouzar 1958[2].

Nazwy polskie według W. Wojewody (2003 r.). 